# Kut Chum (huyện)
Kut Chum (tiếng Thái: กุดชุม) là một huyện (amphoe) của tỉnh Yasothon ở đông bắc Thái Lan.

## Lịch sử
Làng Kut Chum được thành lập năm 1912. Tiểu huyện (king amphoe) Kut Chum được thành lập ngày 1 tháng 8 năm 1961. Tiểu huyện bao gồm 4 phó huyện Non Pueai, Phai (năm 1978 chuyển qua cho huyện Sai Mun), Phon Ngan và Kammaet được tách ra từ Yasothon.
Ngày 17 tháng 7 năm 1963, đơn vị này được nâng thành huyện (amphoe), lúc đó thuộc tỉnh Ubon Ratchathani. Khi [[tỉnh Yasothon|Yasothon]] được tách ra từ Ubon, Kut Chum là một trong những huyện đầu tiên của tỉnh mới.

## Địa lý
Các huyện giáp ranh (từ phía đông bắc theo chiều kim đồng hồ) là: Loeng Nok Tha, Thai Charoen, Pa Tio, Mueang Yasothon, và Sai Mun của tỉnh Yasothon, và Selaphum và Nong Phok của tỉnh Roi Et.

## Hành chính
Huyện này được chia thành 9 phó huyện (tambon) với 125 làng (muban).
| 1. Kut Chum (กุดชุม) 2. Non Pueai (โนนเปือย) 3. Kammaet (กำแมด) 4. Na So (นาโส่) 5. Huai Kaeng (ห้วยแก้ง) | 1. Nong Mi (หนองหมี) 2. Phon Ngam (โพนงาม) website Lưu trữ ngày 17 tháng 8 năm 2019 tại Wayback Machine (tiếng Thái)] 3. Kham Nam Sang (คำน้ำสร้าง) 4. Nong Nae (หนองแหน) |